# Can Salvanyà (Santa Maria de Palautordera)
Can Salvanyà és una obra de Santa Maria de Palautordera (Vallès Oriental) protegida com a Bé Cultural d'Interès Local.

## Descripció
Es tracta d'un edifici entre mitgeres amb coberta a dues vessants de teula àrab, carener paral·lel a la façana i ràfec motllurat i teula canalera. Consta de planta baixa i pis. Destaca el gran portal d'accés d'obertura senzilla, amb la llinda plana i els brancals de pedra picada i dos graons del mateix material, per accedir des del nivell del carrer. Al costat hi ha una finestra senzilla amb reixa moderna i ampit de cairons semicircular. Al primer pis trobem una petita finestra d'arc rebaixat amb l'ampit motllurat i un finestral d'obertura senzilla amb sortida a un balcó de pis motllurat i reixa de ferro treballada.